# Wapen van Sluis (gemeente)

Wapen van Sluis

Het wapen van Sluis is naar aanleiding van een grote gemeentelijke herindeling aan de nieuwe, heropgerichte  gemeente Sluis toegekend. De gemeente ontstond 1 januari 2003, op 22 november 2002 werd het wapen per koninklijk besluit aan de gemeente toegekend.

## Geschiedenis
De nieuwe gemeente Sluis ontstond door samenvoeging van de gemeenten Sluis-Aardenburg en Oostburg. Het wapen bestaat uit een combinatie van de burchten uit de wapens van beide gemeenten, terwijl de schildvoet de zilveren golven uit het wapen van de stad Sluis bevat. De blauwe schuinbalk is afkomstig uit wapen van het Vrije van Sluis en komt voor in veel wapens van voormalige gemeenten in het gebied. De schildhouders zijn afkomstig van het wapen van Aardenburg; deze zijn ook terug te vinden in het wapen van Sluis-Aardenburg.

## Blazoen
De beschrijving van het wapen van de gemeente Sluis luidt als volgt:
Geschuind door een schuinbalk van azuur; I in zilver een gekanteelde burcht van sabel, bestaande uit een gedekte poort met deuren en twee zijtorens, boven de poort een toren en op de zijtorens twee gedekte hangtorentjes, waaruit tevoorschijn komen twee toegewende hoornblazers van natuurlijke kleur, gekleed van keel, blazend op hoorns van goud; II in goud een dubbele geopende burcht met opgetrokken valhek, beide delen gekanteeld, alles van keel, in een schildvoet van keel twee golvende dwarsbalken van zilver. Het schild gedekt met een gouden kroon van zestien parels waarop drie parels en ter weerszijden gehouden door een leeuw van keel, getongd en genageld van azuur.
N.B.:
- De heraldische kleuren in het wapen zijn zilver (wit), goud (geel), azuur (blauw), sabel (zwart) en keel (rood).

## Verwante wapens
De volgende wapens zijn verwant aan het wapen van de gemeente Sluis:

Het wapen van de stad Sluis, tevens wapen van de voormalige gemeente Sluis
Het wapen van Sluis-Aardenburg
Het wapen van Aardenburg
Het wapen van Oostburg uit 1971
Het wapen van Oostburg uit 1817
Het wapen van Heille
Het wapen van Retranchement
Het wapen van Schoondijke
Het wapen van Sint Kruis
Het wapen van Groede
Het wapen van Het Vrije van Sluis